# 手段格
手段格是一种格，芬兰语、爱沙尼亚语和土耳其语中有这种格。

## 芬兰语
芬兰语中手段格的基础意义是“通过”“依靠”。这个格相对罕见，不过仍在一些固定搭配中出现，如omin silmin→“亲眼”。
现代芬兰语中，其很多类似工具格的用法都被接格取代，如minä matkustin junalla→“我乘火车来”。
也与芬兰语动词第二不定词共用以表达“以某交通方式”，如lentäen→“乘飞机”（lentää=“飞”）。

## 爱沙尼亚语
手段格（爱沙尼亚语：viisiütlev）只在部分词中存在。（如：jalgsi-“步行”，来自jalg-“脚”）

## 土耳其语
土耳其语手段格后缀是-le，语例如：Trenle geldim“我乘火车来”。

## 阅读更多
- Karlsson, Fred. . London and New York: Routledge. 2018. ISBN 978-1-138-82104-0.
- Anhava, Jaakko. . journal.fi. Helsinki: Finnish Scholarly Journals Online. 2015.